# Dries Vorster
Andries Stephanus « Dries » Vorster  (né le 25 octobre 1962 à Vryburg) est un athlète sud-africain, spécialiste du 400 mètres haies. 

## Biographie
En 1992, Dries Vorster s'impose sur 400 mètres haies lors des Championnats d'Afrique, devant le Sénégalais Amadou Dia Bâ et le Malgache Hubert Rakotombélontsoa.
L'année suivante, il remporte la médaille d'argent continentale derrière le Kényan Erick Keter.

### Palmarès
| Date | Compétition            | Lieu    | Résultat | Épreuve     | Performance   |
| ---- | ---------------------- | ------- | -------- | ----------- | ------------- |
| 1992 | Championnats d'Afrique | Maurice | 1er      | 400 m haies | 49 s 66       |
| 1992 | Championnats d'Afrique | Maurice | 1er      | 4 × 400 m   | 3 min 06 s 95 |
| 1993 | Championnats d'Afrique | Durban  | 2e       | 400 m haies | 49 s 59       |

### Records
| Épreuve          | Performance | Lieu     | Date          |
| ---------------- | ----------- | -------- | ------------- |
| 400 mètres haies | 48 s 46     | Pretoria | 11 avril 1989 |